# Hòa ước Münster

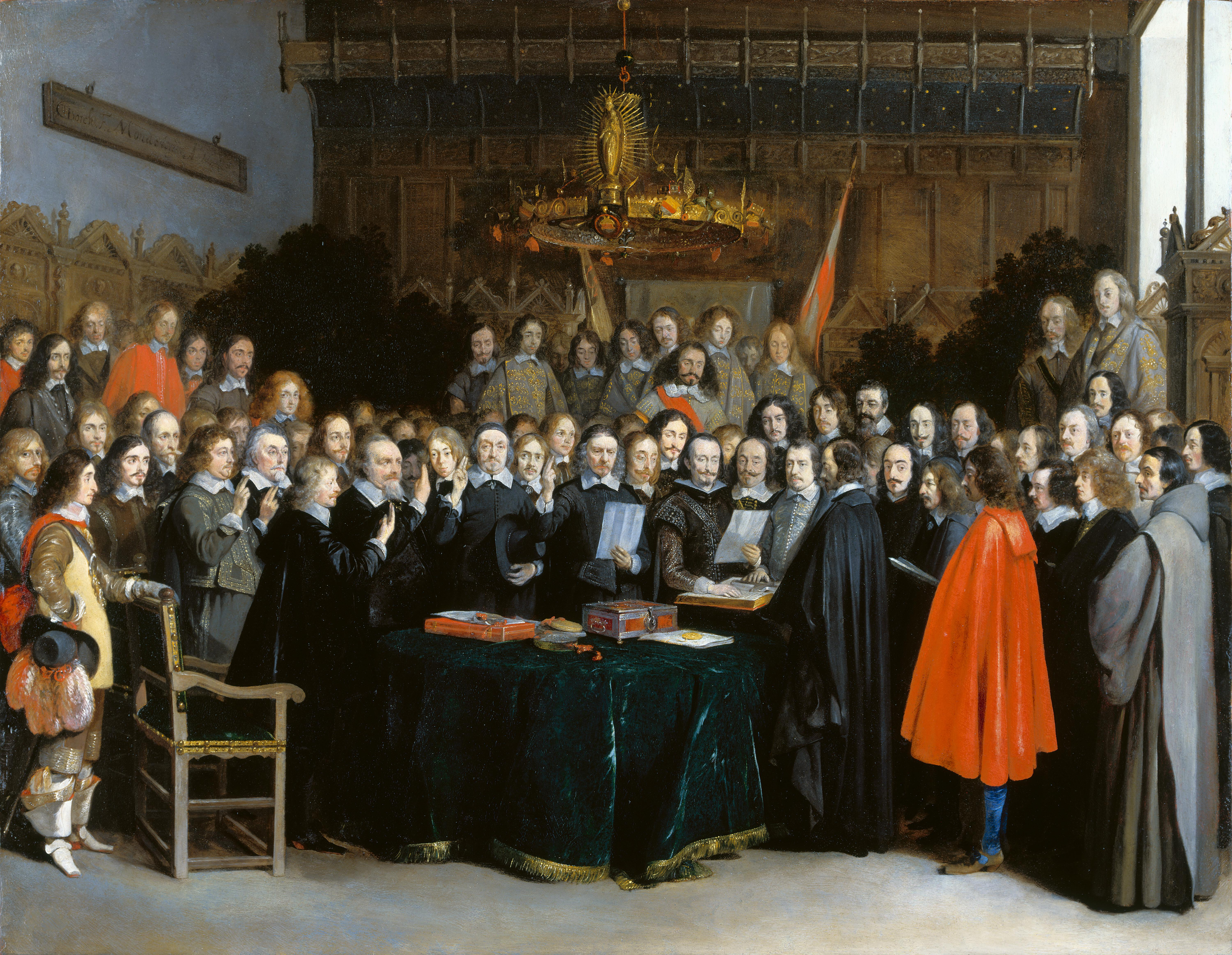
Lời thề tuyên thệ phê chuẩn hiệp ước Münster năm 1648 vẽ bởi Gerard ter Borch

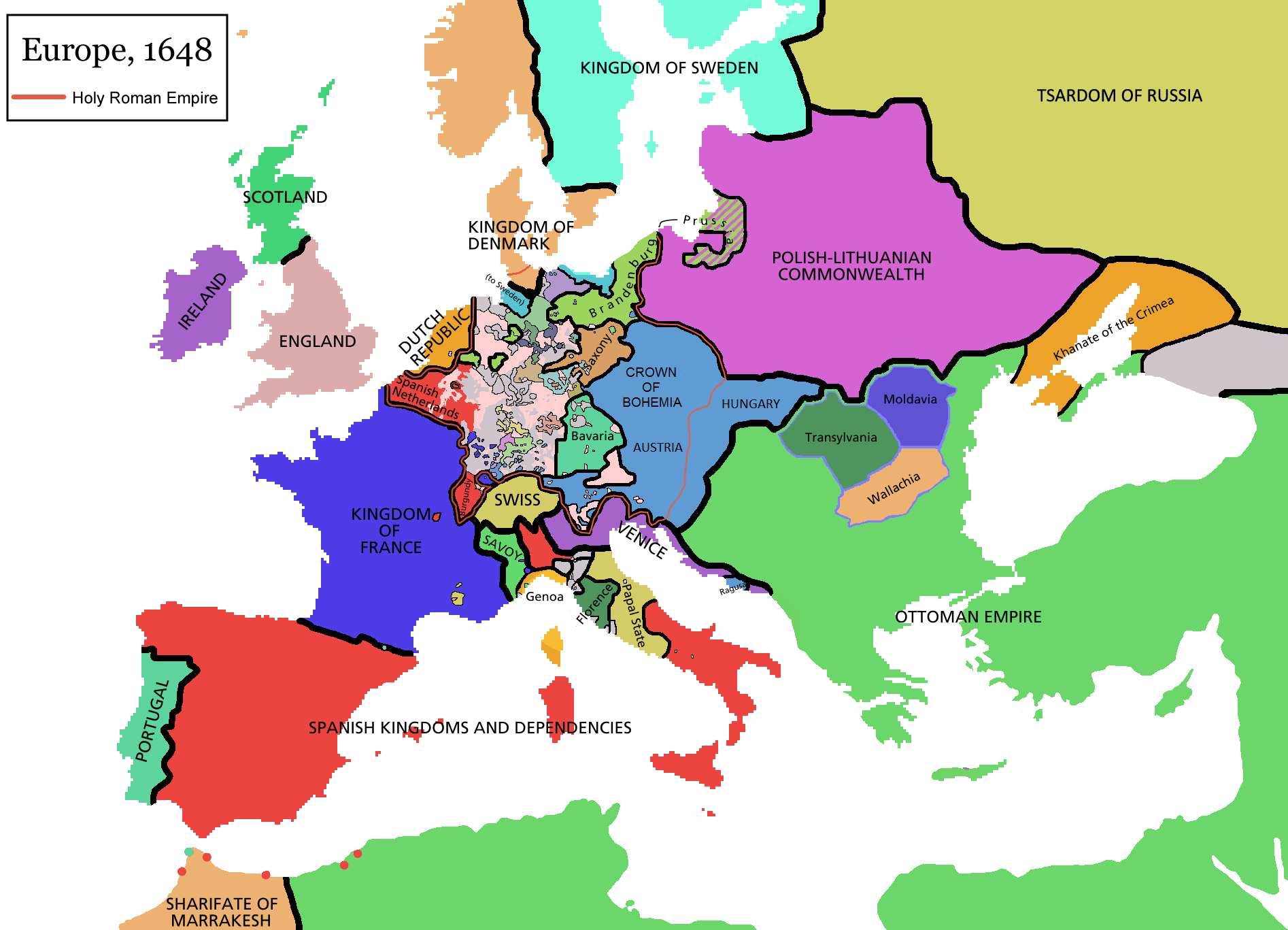
Châu Âu sau Hòa ước Westphalia năm 1648

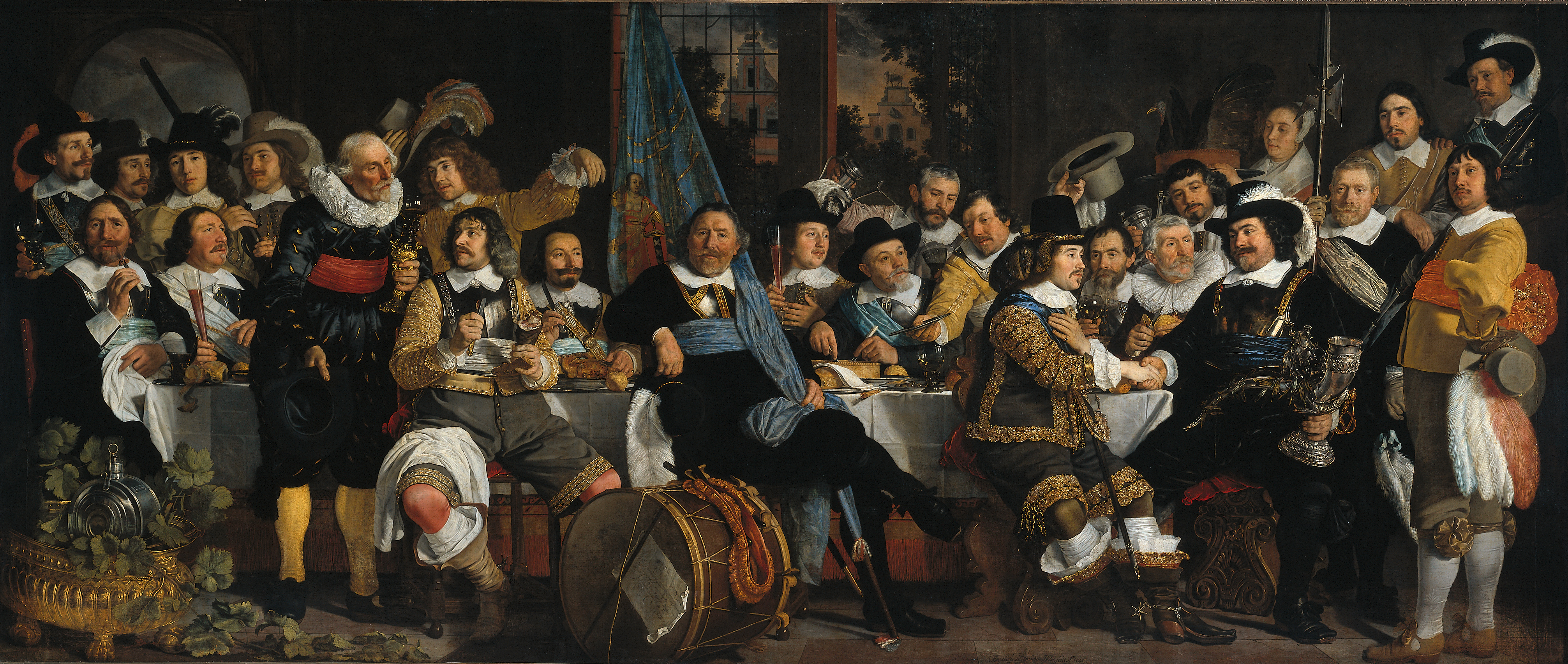
Lễ Hòa bình Münster (1648) vẽ bởi Bartholomeus van der Helst

Hòa ước Münster là một hiệp ước giữa Cộng hòa Hà Lan và Đế quốc Tây Ban Nha, nội dung hiệp ước giữa hai bên đã được ký kết vào ngày 30 tháng 1 năm 1648. Hiệp ước là sự kiện quan trọng trong lịch sử Hà Lan đánh dấu việc công nhận độc lập chính thức của Cộng hòa Hà Lan và là một phần của Hòa ước Westfalen vào tháng 10 cùng năm, chính thức kết thúc Chiến tranh Ba Mươi Năm và Chiến tranh Tám Mươi Năm.

## Cách mạng Hà Lan
Cách mạng Hà Lan, hay còn gọi là cuộc Chiến tranh Tám Mươi Năm, diễn ra từ 1568 đến 1648 là cuộc đấu tranh giành độc lập của 7 tỉnh thuộc Hà Lan nhằm giành độc lập từ tay đế quốc Tây Ban Nha. Chính quyền Tây Ban Nha thống trị đã ra sức đàn áp cuộc nổi dậy, nhưng vào năm 1572, quân Hà Lan đã chiếm được cảng Brielle chiến lược, nơi họ sử dụng như một bàn đạp để nhanh chóng mở rộng vùng kiểm soát. Được Pháp và các quốc gia Tin lành như Anh và Scotland hỗ trợ, đến năm 1581 các tỉnh phía Bắc Hà Lan giành được độc lập trên thực tế. Vào giữa thế kỷ 17, Hà Lan đã phát triển thành cường quốc kinh tế và hàng hải hàng đầu thế giới, thời kỳ phát triển kinh tế, khoa học và văn hóa sau này được gọi là Thời kỳ hoàng kim của Hà Lan.
Bất chấp những thành công lớn này, người Hà Lan đã thất bại trong việc đánh đuổi người Tây Ban Nha khỏi các tỉnh giàu có ở miền Nam Hà Lan, bao gồm lãnh thổ Bỉ và Luxembourg ngày nay, và cả phần lãnh thổ là vùng Nord-Pas-de-Calais và Longwy ở miền bắc nước Pháp ngày nay. Pháp đã tài trợ cho người Hà Lan trong nhiều năm để làm suy yếu triều đình Habsburg, thế lực thống trị mạnh nhất ở châu Âu; sau Hiệp ước Prague năm 1635, họ chính thức tuyên chiến với Tây Ban Nha và Đế quốc La Mã thần thánh. Năm 1639, hải quân Hà Lan đã tiêu diệt một hạm đội Tây Ban Nha vận chuyển nhu yếu phẩm và người trong trận Downs làm suy yếu sức mạnh quân Tây Ban Nha. Sau đó vào năm 1643, quân Pháp đã đánh bại Quân đội Flanders trong trận Rocroi.
Sự can thiệp của Pháp và bất hòa nội bộ do chiến tranh Hà Lan đã dẫn đến sự thay đổi trong chính sách 'Hà Lan trên hết' của Tây Ban Nha và Tây Ban Nha chuyển sự tập trung vào việc đàn áp cuộc nổi dậy của người Catalan do Pháp hậu thuẫn. Sau trận Rocroi, Pháp đã giành được phần lớn Nam Hà Lan, và các nhà lãnh đạo Hà Lan như Andries Bicker và Cornelis de Graeff lo ngại rằng kẻ hưởng lợi chính của việc tiếp tục chiến tranh sẽ là Pháp. Những nỗi lo ngại này gia tăng bởi các đề xuất về hiệp ước giữa Tây Ban Nha và Pháp sẽ được củng cố thông qua cuộc hôn nhân giữa Louis XIV của Pháp và con gái của Felipe IV của Tây Ban Nha. Một kết cục như vậy sẽ đe dọa Hà Lan vì triều đình Pháp sẽ hưởng quyền của hồi môn toàn miền Nam Hà Lan và đe dọa các tỉnh phía Bắc. Những yếu tố này làm gia tăng sự cấp bách của cả hai bên nhằm kết thúc cuộc chiến tranh.

## Đàm phán và hòa bình
Các cuộc đàm phán giữa bắt đầu vào năm 1641 tại các thị trấn Münster và Osnabrück, thuộc Đức ngày nay. Với sự khởi đầu của các cuộc đàm phán hòa bình Tây Ban Nha - Hà Lan, thương mại của Hà Lan với Levant và bán đảo Iberia bắt đầu phát triển mạnh mẽ. Các thương nhân Hà Lan, được hưởng lợi từ hoạt động vận chuyển tương đối rẻ và do chấm dứt chiến sự, họ đã sớm thống trị các thị trường trước đây bị chi phối bởi các thương nhân người Anh. Các thương nhân Hà Lan cũng hưởng lợi từ những biến động hải ngoại của Anh do họ đang nội chiến và cuối cùng giành lợi lọc thương mại của Anh tại các thuộc địa Mỹ của họ.
Mặc dù Tây Ban Nha không công nhận Cộng hòa Hà Lan, nhưng họ đã đồng ý rằng Tổng lãnh đạo của Vương quốc Hà Lan là có 'chủ quyền' và có thể tham gia vào các cuộc đàm phán hòa bình. Vào tháng 1 năm 1646, tám đại diện của Hà Lan đã đến Münster để bắt đầu đàm phán; bao gồm hai đại biểu đến từ Holland và sáu người từ sáu tỉnh còn lại. Các phái viên Tây Ban Nha đã được vua Tây Ban Nha Philip IV trao quyền tuyệt đối, những người theo đuổi hòa bình trong nhiều năm. Vào ngày 30 tháng 1 năm 1648, các bên đã đạt được thỏa thuận và văn bản được gửi đến Hague và Madrid để phê duyệt; nó đã được các phái đoàn Tây Ban Nha và Hà Lan phê chuẩn vào ngày 15 tháng 5, Tổng lãnh đạo Hà Lan phê chuẩn Hiệp ước vào ngày 5 tháng 6 năm 1648.
Hòa bình Münster giữa Hoàng đế Đế quốc La Mã Thần thánh, Pháp và các đồng minh của họ và Hòa ước Westfalen liên quan đến Đế quốc La Mã Thần thánh, Thụy Điển và các đồng minh của họ được gọi chung là Hòa ước Westphalia. Suốt thời gian xung đột châu Âu tiếp diễn, điều này đánh dấu một điểm quan trọng trong quá trình chuyển đổi sang chủ quyền dựa trên các quốc gia chứ không phải cá nhân, ví dụ như triều đại Habsburgs. "Chủ quyền" đã được nhà sử học Harry Hinsley định nghĩa là ý tưởng rằng có một cơ quan chính trị cuối cùng và tuyệt đối do cộng đồng chính trị... chứ không có thẩm quyền cuối cùng và tuyệt đối tồn tại theo cách khác.
Mặc dù giành được độc lập, đã có sự phản đối đáng kể đối với Hiệp ước ở các tỉnh Hà Lan độc lập vì nó cho phép Tây Ban Nha tiếp tục chiếm đóng các tỉnh phía Nam và đảm bảo Công giáo ở đây. Sự hỗ trợ từ các tỉnh Hà Lan hùng mạnh có nghĩa là nó đã được phê duyệt hẹp nhưng những khác biệt này dẫn đến tiếp diễn xung đột chính trị.
Một bản gốc của hiệp ước được giữ bởi Rijksarchief (cơ quan Lưu trữ quốc gia Hà Lan) ở Den Haag.